# Henry Fitch Taylor
Henry Fitch Taylor (Cincinnati, 5 settembre 1853 – Plainfield, 10 settembre 1925) è stato un pittore statunitense.

## Biografia
Nato a Cincinnati nel 1853, Taylor studiò all'Académie Julian di Parigi. Nel 1885 si trasferì a Barbizon dove si dedicò alla pittura. Dopo essere tornato negli USA, frequentò la colonia artistica di Cos Cob (Connecticut) tra il 1898 e 1908. Qui fece la conoscenza di John Twachtman, Childe Hassam, Willa Cather, Arthur B. Davies, George Luks e Walt Kuhn, qualcuno dei quali esercitò un significativo impatto artistico. Nel 1913 Taylor sposò Clara Sidney Potter Davidge e con lei si trasferì a Staten Island. Taylor fu membro dell'American Association of Artists and Painters, organizzazione responsabile dell'Armory Show, importante mostra d'arte tenuta nel 1913 presso la 69th Regiment Armory di New York. Nel corso della kermesse, Taylor esibì tre dipinti. Nel 1921, sua moglie morì; l'artista decedette tre anni dopo a Plainfield, nel New Hampshire.